# Putrajaia
Putrajaia ou Putrajaya é a capital administrativa da Malásia. Está situada a 25 quilômetros ao sul de Kuala Lumpur. A cidade foi fundada em 19 de outubro de 1995. A sede do governo federal da Malásia foi transferida em 1999 de Kuala Lumpur para Putrajaia devido à superlotação e congestionamento, enquanto a sede do judiciário da Malásia também foi posteriormente transferida para Putrajaia no ano de 2003. Kuala Lumpur permanece como a capital, de acordo com a constituição e ainda é a sede do chefe de estado (Rei da Malásia) e da legislatura nacional (Parlamento da Malásia), além de ser o centro comercial e financeiro do país.
Junto com Cyberjaya forma um centro do projeto "Multimedia Super Corridor", que foi impulsionado pelo anterior Primeiro-ministro Mahathir bin Mohamad.
Desde fevereiro do 2001 é o terceiro território federal do país junto a Kuala Lumpur e Labuan. Um comboio de alta velocidade conecta-a com Kuala Lumpur e o Aeroporto Internacional de Kuala Lumpur.
O plano de urbanismo de Putrajaia baseia-se no conceito de cidade jardim ao redor de um lago, cujas orlas abrigam diferentes entidades administrativas do governo malaio. Esta moderna e tecnológica urbe incorpora elementos tradicionais da arquitetura mongol, bem como da ornamentação islâmica.
Destacam o edifício da Grande Mesquita e a residência do premiê, de telhado azulado. Em seus arredores se situa o parque oval de Putra Perdana com seus bosques geométricos, bem como a praça Putra Place.

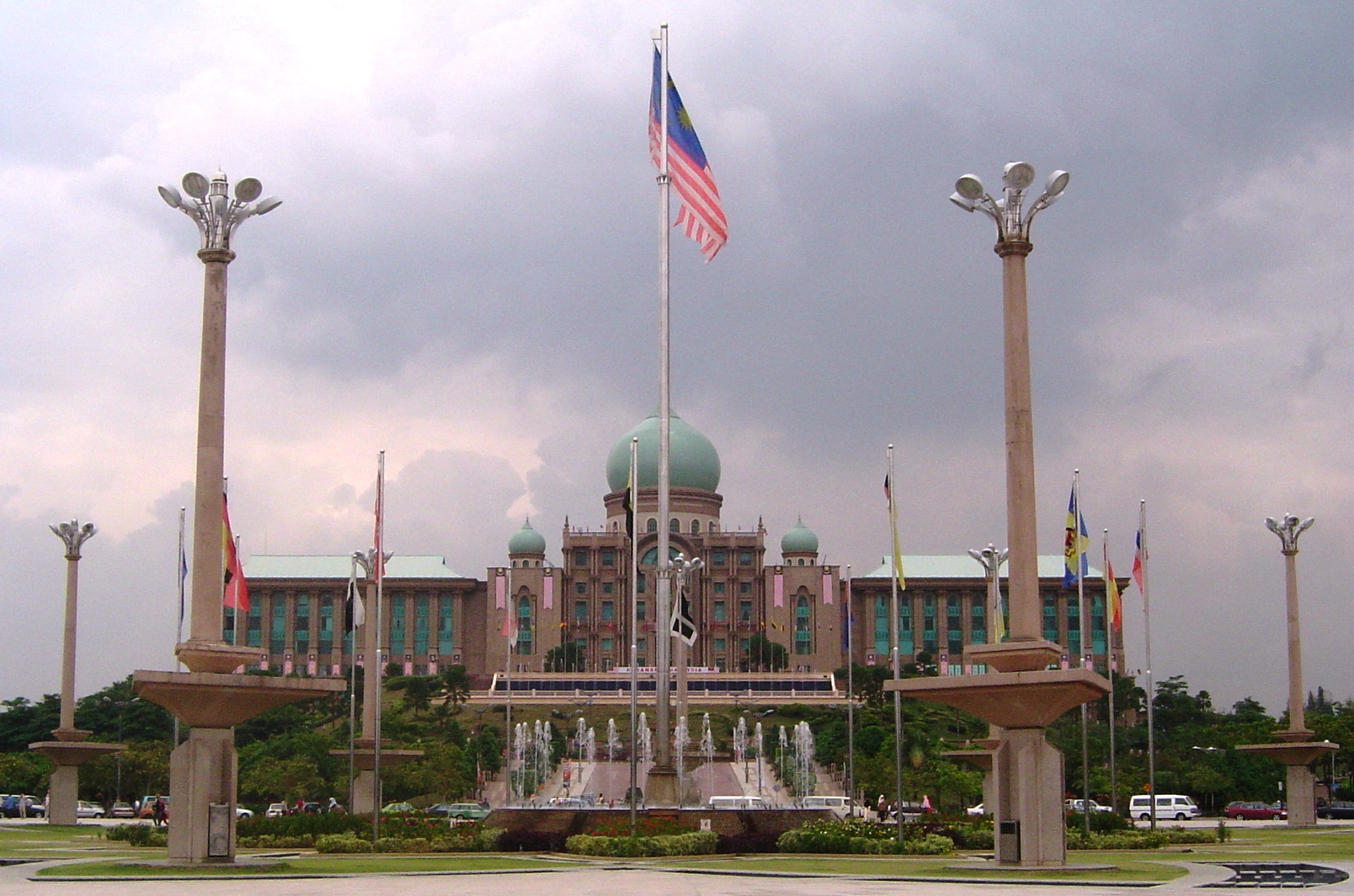
Palácio residencial do primeiro ministro

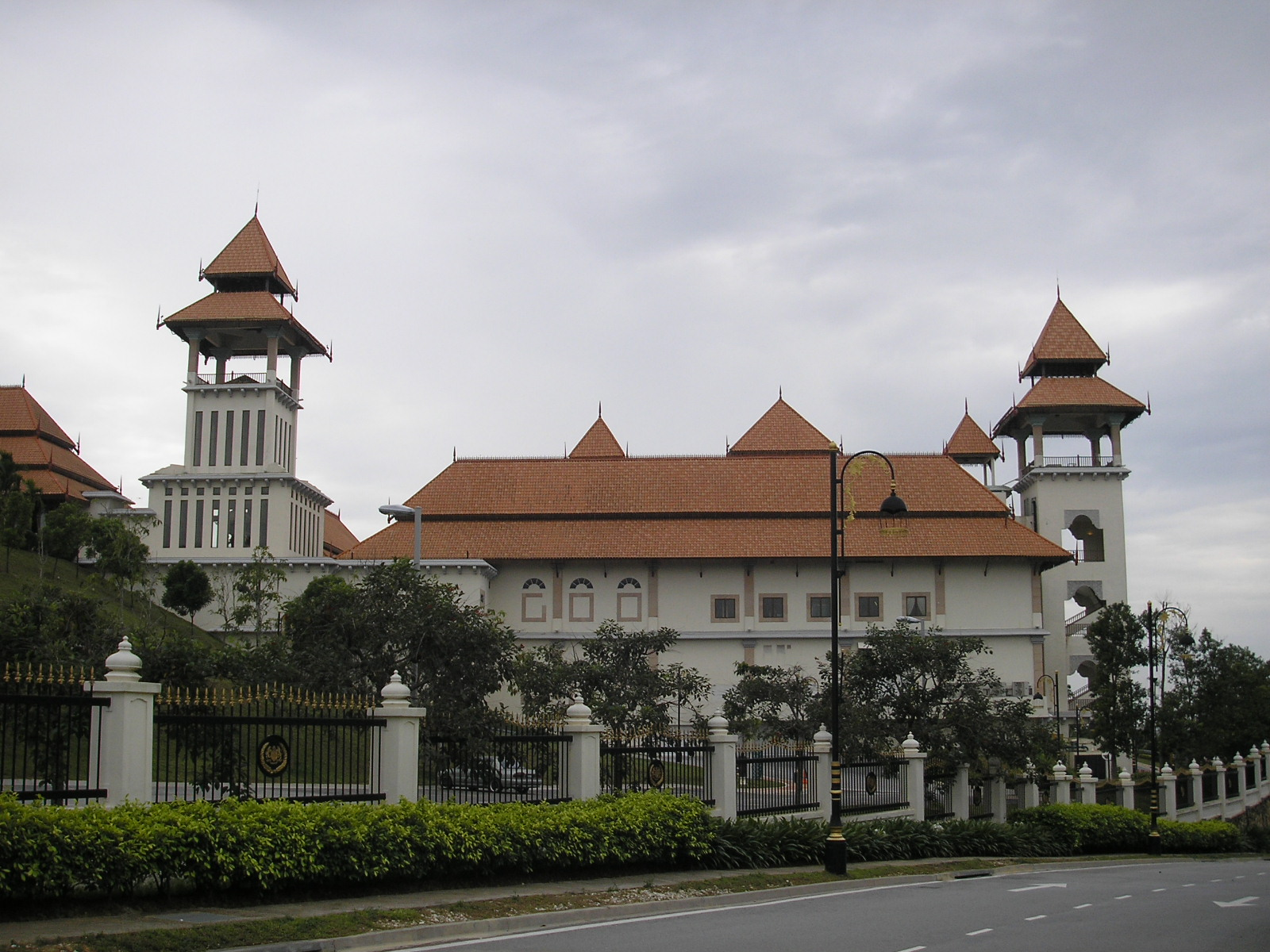
Residência real em Putrajaia